# Estoril Challenger 1990
L'Estoril Challenger 1990 è stato un torneo di tennis facente parte della categoria ATP Challenger Series nell'ambito dell'ATP Challenger Series 1990. Il montepremi del torneo era di $100 000 ed esso si è svolto nella settimana tra il 26 marzo e il 1º aprile 1990 su campi in terra rossa. Il torneo si è giocato nella città di Estoril in Portogallo.

## Vincitori

### Singolare
Thierry Tulasne ha sconfitto in finale  Christian Miniussi con il punteggio di 6–2, 3-2 ritiro.

### Doppio
Karsten Braasch /  Hendrik Jan Davids hanno sconfitto in finale  Tomás Carbonell /  Udo Riglewski con il punteggio di 5–7, 7–5, 6–2.